# Фильфиль
Фильфи́ль (или Филь-Филь; англ. Filfil) — городок в Эритрее к северу от Асмэры. Возникший на плантациях, он известен окружающим его влажным тропическим лесом и животными. Городок расположен на территории одного из заповедных лесов Эритреи. Через Фильфиль проходит шоссе, построенное исключительно для негрузового транспорта и соединяющее города Асмэру и Массауа через Гателай (Ghatelai).

## Климат
| Показатель              | Янв. | Фев. | Март | Апр. | Май  | Июнь | Июль | Авг. | Сен. | Окт. | Нояб. | Дек. | Год  |
| ----------------------- | ---- | ---- | ---- | ---- | ---- | ---- | ---- | ---- | ---- | ---- | ----- | ---- | ---- |
| Средняя температура, °C | 21,1 | 21,8 | 23,2 | 25,0 | 27,0 | 29,1 | 27,5 | 27,5 | 27,6 | 25,2 | 22,7  | 21,4 | 24,9 |
| Норма осадков, мм       | 173  | 186  | 107  | 85   | 53   | 20   | 102  | 86   | 36   | 86   | 82    | 139  | 1155 |
| Источник:               |      |      |      |      |      |      |      |      |      |      |       |      |      |